# Lodovico Zambeletti
Lodovico Zambeletti (Calolziocorte, 19 novembre 1841 – Milano, 11 settembre 1890) è stato un farmacista e imprenditore italiano.

## Biografia
Di origini piuttosto benestanti, frequentò l'Università di Pavia dove conseguì la laurea in farmacologia nel 1862. Nel 1866, dopo aver lavorato in un laboratorio farmaceutico, aprì il proprio laboratorio in piazza San Carlo a Milano, più tardi espanso dal figlio Leopoldo, che, dopo la morte del padre, diede origine all'omonima industria farmaceutica milanese. Zambeletti gettò quindi le basi, assieme a Carlo Erba e poi Roberto Lepetit, dell'industria chimica farmaceutica chi si sviluppò attorno Milano a partire dalla fine dell'Ottocento.

### Scritti
- Lodovico Zambeletti, Manuale Teorico-Pratico dei Medicamenti Moderni Recentemente Scoperti e dei Semplici Presentemente più Usati in Medicina. Colla Succinta Storia di ogni Medicamento, I Processi di Preparazione, Le sue Proprietà, Gli usi, Le dosi, Le applicazioni, Le impurità, [Etc.] Con Appendice Di Varie Tavole Importanti, Descrizione e Formole di varii Medicamenti e Prodotti Chimici, Etc. Milano, Oliva Ed., 1869